# شعيب بن خازم
شعيب بن خازمكان ابنًا للجنرال العربي الخراساني الشهير كاظم بن خزيمة التميمي، وشغل منصب والي دمشق في عهد الخليفة هارون الرشيد (حكم من 786 إلى 809).